# پیتر گومبش
پیتر گومبش (انگلیسی: Peter Gumbsch؛ زادهٔ ۲۱ ژانویهٔ ۱۹۶۲) فیزیک‌دان، و استاد دانشگاه اهل آلمان و از دانش‌آموختگان دانشگاه اشتوتگارت است.

## زندگی
گومبش در رشته فیزیک (۱۹۸۸) فارغ التحصیل شد و مدرک دکترای خود (۱۹۹۱) را از دانشگاه اشتوتگارت دریافت کرد. وی پس از بازدیدهای گسترده در آزمایشگاه‌های ملی Sandia در لیورموور، کالیفرنیا، کارهای فوق دکترا در کالج امپریال، لندن و دانشگاه آکسفورد گذراند. پس از بازگشت در اشتوتگارت بازگشت و گروه "مدل سازی و شبیه سازی" را تأسیس کرد.